# Youssef Rakha

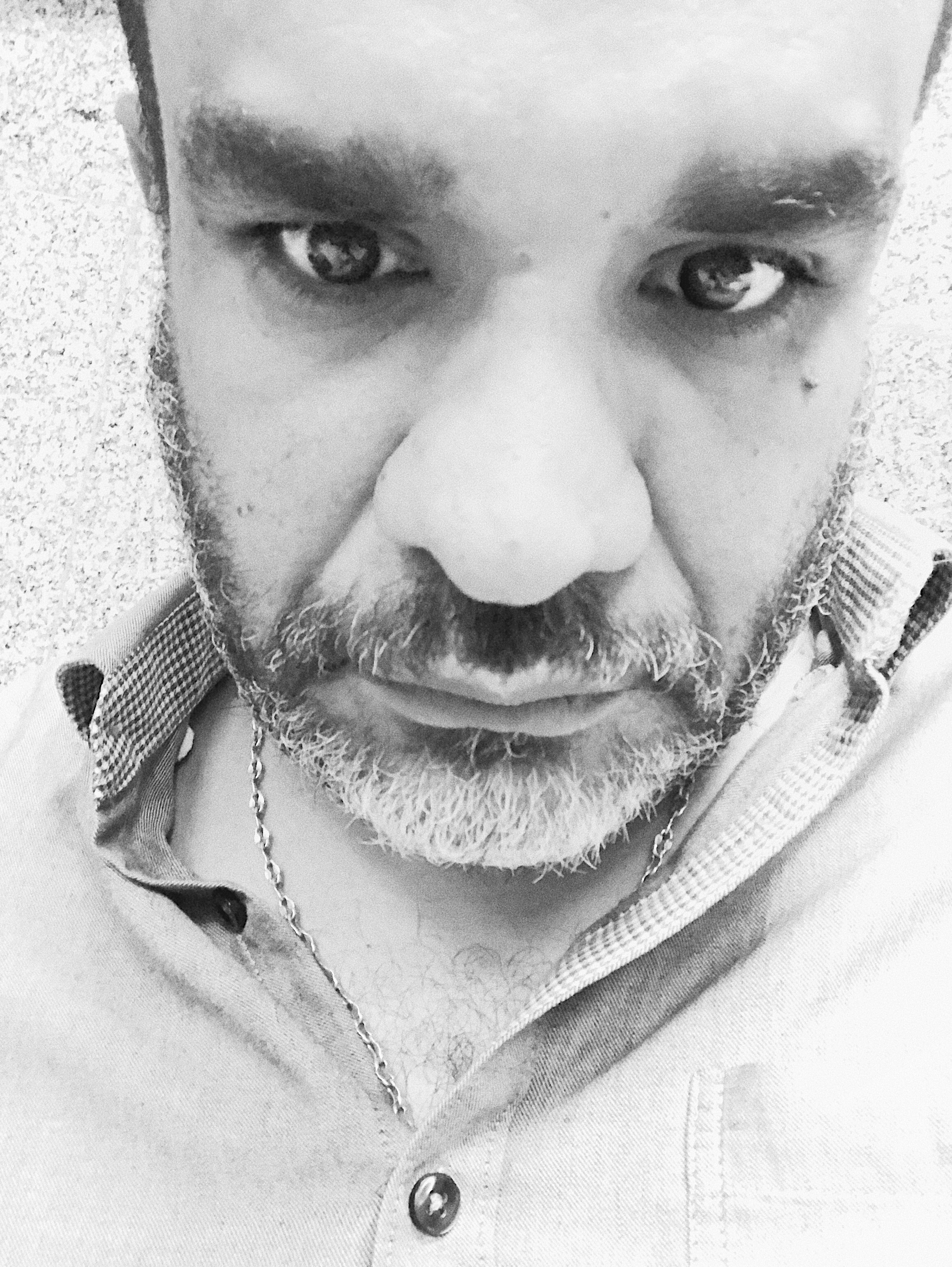
Youssef Rakha (2016)

Youssef Rakha arabisch يوسف رخا (geboren 12. Juni 1976 in Kairo) ist ein ägyptischer Schriftsteller.

## Leben
Youssef Rakha ist das Kind eines Rechtsanwalts, seine Mutter übersetzte aus dem Englischen. Rakha wuchs in  Dokki am Westufer des Nils gegenüber der Altstadt von Kairo auf. Mit siebzehn Jahren schickte seine Familie ihn nach England, wo er an der Universität Hull Englisch und Philosophie studierte und 1998 einen B.A. erhielt. Seither arbeitet er in Kairo für die englischsprachige Wochenzeitung Al-Ahram Weekly und auch für andere arabische, europäische und US-amerikanische Zeitschriften.
Rakha schreibt Essays, Lyrik und Erzählungen. Einige Bücher wurden ins Englische übersetzt.

## Übersetzte Werke
- Beirut. Irgendwo. Schichten einer Stadt oder ein Ägypter im Libanon der kein Araber war. Übersetzung. In: Lettre International, 74/2006
- The crocodiles : a novel. Übersetzung ins Englische Robin Moger. New York : Seven Stories Press, 2014
- The book of the Sultan's seal : strange incidents from history in the city of Mars. Übersetzung ins Englische Paul Starkey. New York : Interlink Books, 2015 (zuerst arabisch 2011)
- Arab porn. Übersetzung aus dem Englischen Milena Adam. Berlin : Matthes & Seitz, 2017, ISBN 978-3-95757-382-7